# Lamino
De Lamino is een Zweedse designstoel uit 1956.
De stoel is ontworpen door Yngve Ekström en komt voor in een uitvoering met een hoge en lage rugleuning. Optioneel is er een voetenbankje bij te verkrijgen. De stoel is ergonomisch ontworpen voor een goede rugondersteuning.
Het is het bekendste ontwerp van Ekström en hij kwam na veel ontwerptests over de belijning, de constructie en de vervaardigingstechniek op de markt. De stoel is vervaardigd van gebogen en verlijmd beukenhout. De oorspronkelijke versie is met een blankgelakt houten frame met als bekleding een schapenvacht. Tegenwoordig is de stoel in diverse kleuren en bekledingsmaterialen te verkrijgen.
Het is een elegante lichte stoel die een perfecte ondersteuning aan de rug geeft. De stoel vertegenwoordigt het ideaal van de ontwerper die zijn leven lang streefde naar het creëren van elegante eenvoud. De stoel werd in 1999 door de lezers van het Zweedse blad Sköna Hem (Mooi Huis) verkozen tot het Zweedse Meubel van de Eeuw.
De stoel wordt tot de dag van vandaag door de meubelfabriek die opgericht werd door Ekström en zijn broer geproduceerd en wereldwijd zijn er tot op heden meer dan 250.000 exemplaren van verkocht.